# Forat de bastida

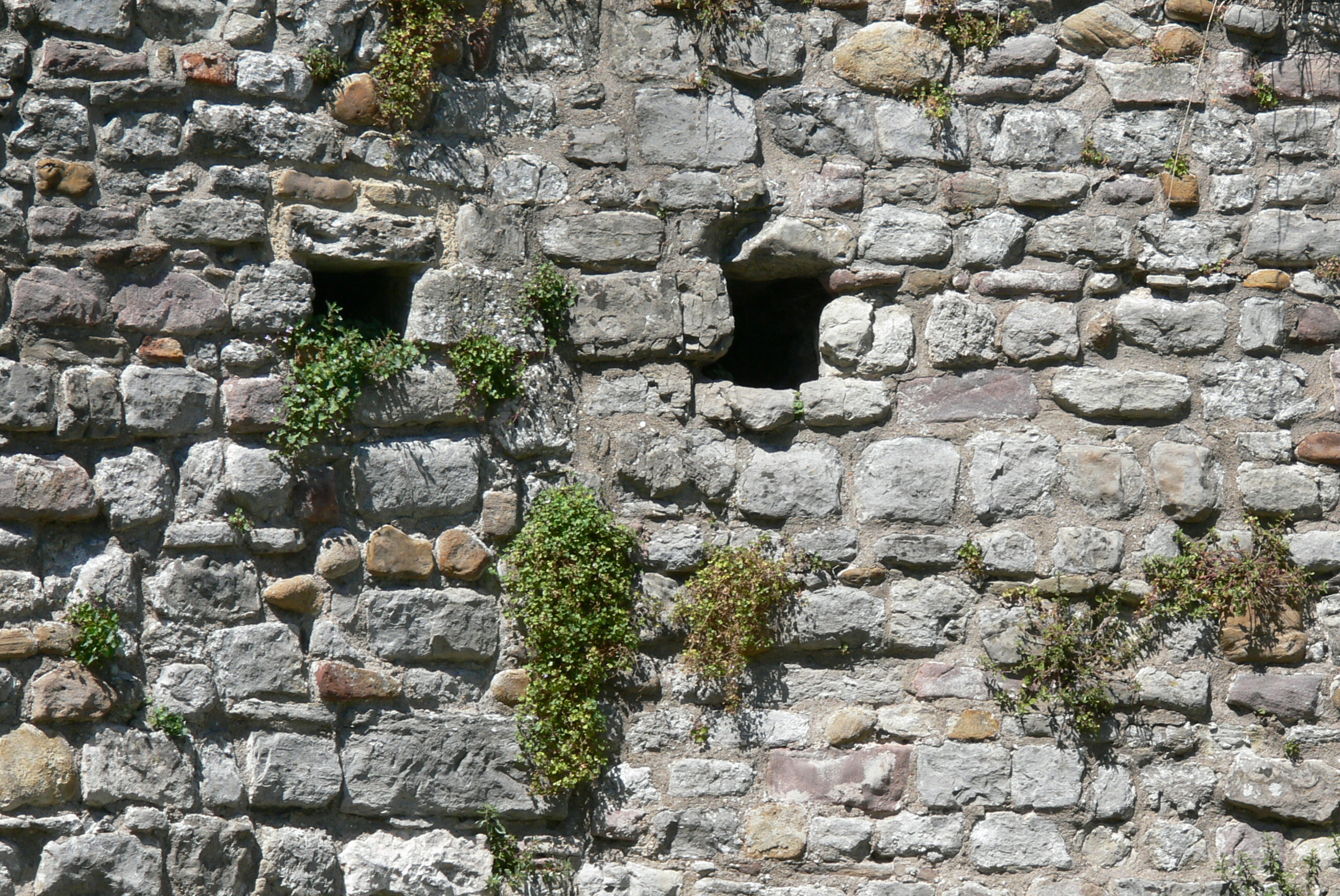
Forats de bastida al castell de Cardiff

Els forats de bastida són petits forats fets a les parets de les estructures per rebre els extrems dels “troncs passants” (petits troncs rodons) o bigues, per suportar una bastida. Els forats de bastida poden estendre's fins travessar una paret per poder proporcionar una plataforma a banda i banda del mur.

## Descripció
Els forats de bastida formen part d'un tipus de bastida bastant comú històricament; es poden trobar en antics edificis romans, van ser bastant populars al segle xvii i, de fet, encara s'utilitzen avui dia. La mida intranscendent i l'espaiat dels forats feien que no afectessin la solidesa de les muralles, i en castells ben conservats, com el Castell de Beaumaris, els antics forats de bastida es poden veure avui dia.
Els «troncs passants» es poden recolzar als extrems exteriors en troncs verticals, en forma de voladís amb un extrem fermament incrustat a la paret, o en forma de voladís travessant la paret per proporcionar bastides a banda i banda. Finalment els "troncs passants" es poden serrar arran de la paret si no es poden treure, però els forats exteriors dels troncs normalment s'omplen a mesura que s'elimina la bastida per evitar que l'aigua entri dins les parets. Els forats interiors es poden deixar oberts, sobretot si no s'ha donat un acabat polit a l'espai.

## Galeria

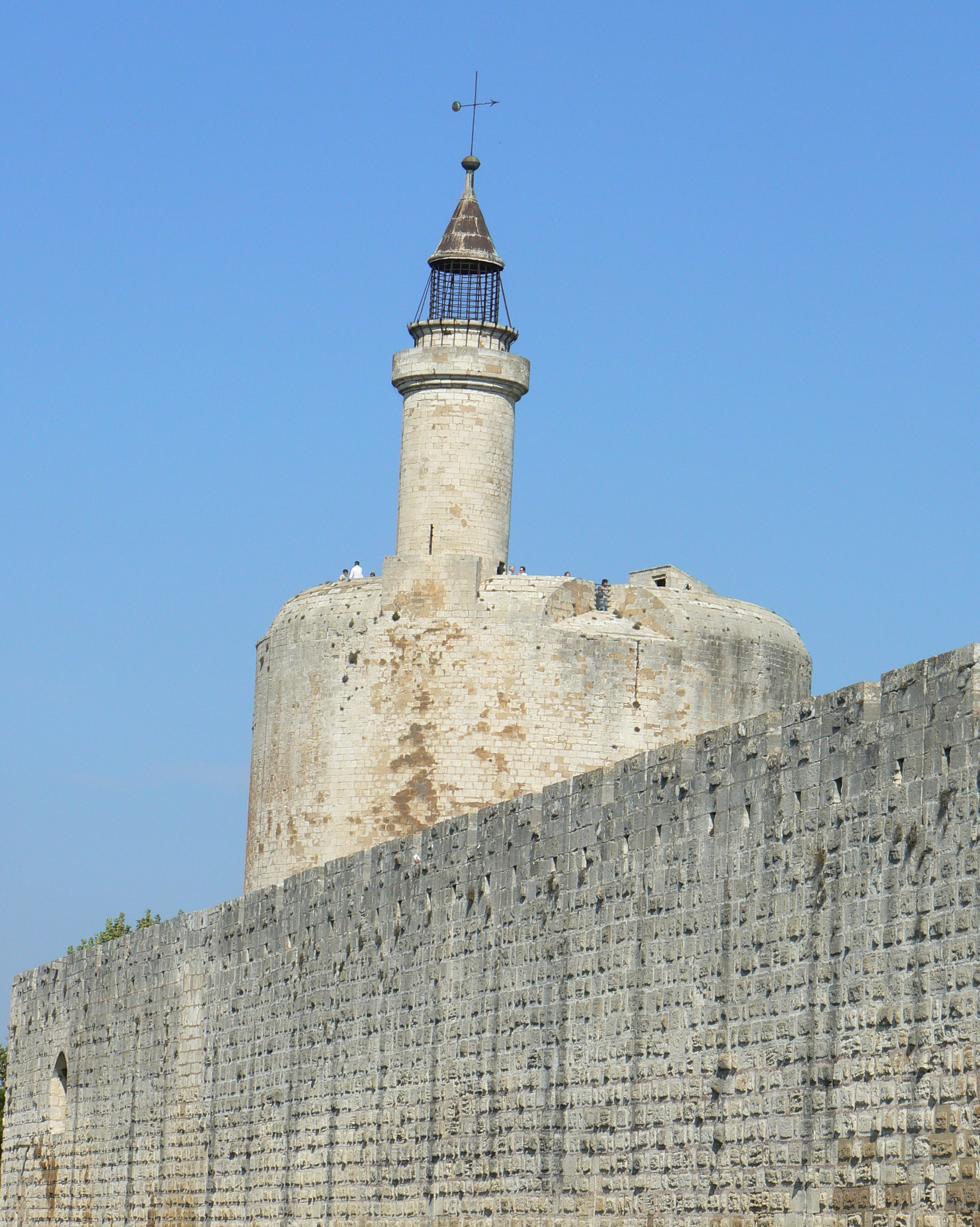
Són visibles els forats de bastida al llarg de la part superior de la muralla defensiva a Aigues-Mortes, França.
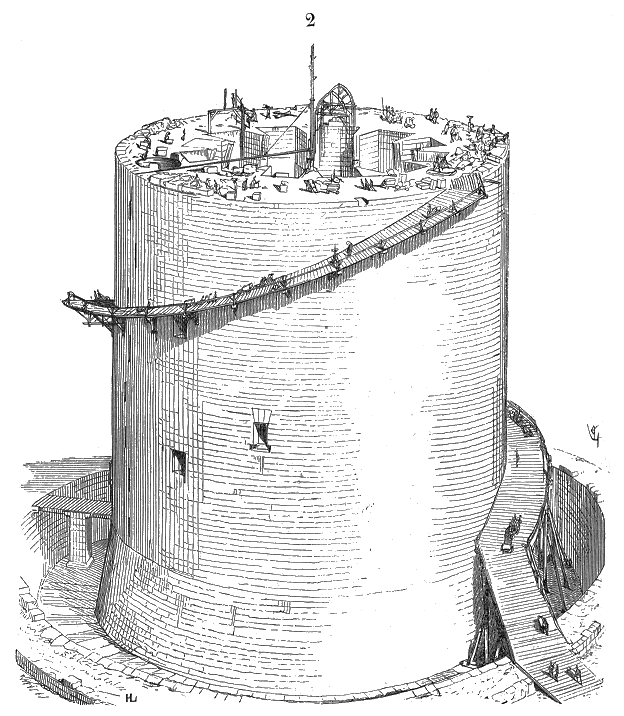
Els troncs en voladís suporten la bastida de la rampa d'accés en aquesta construcció del castell.
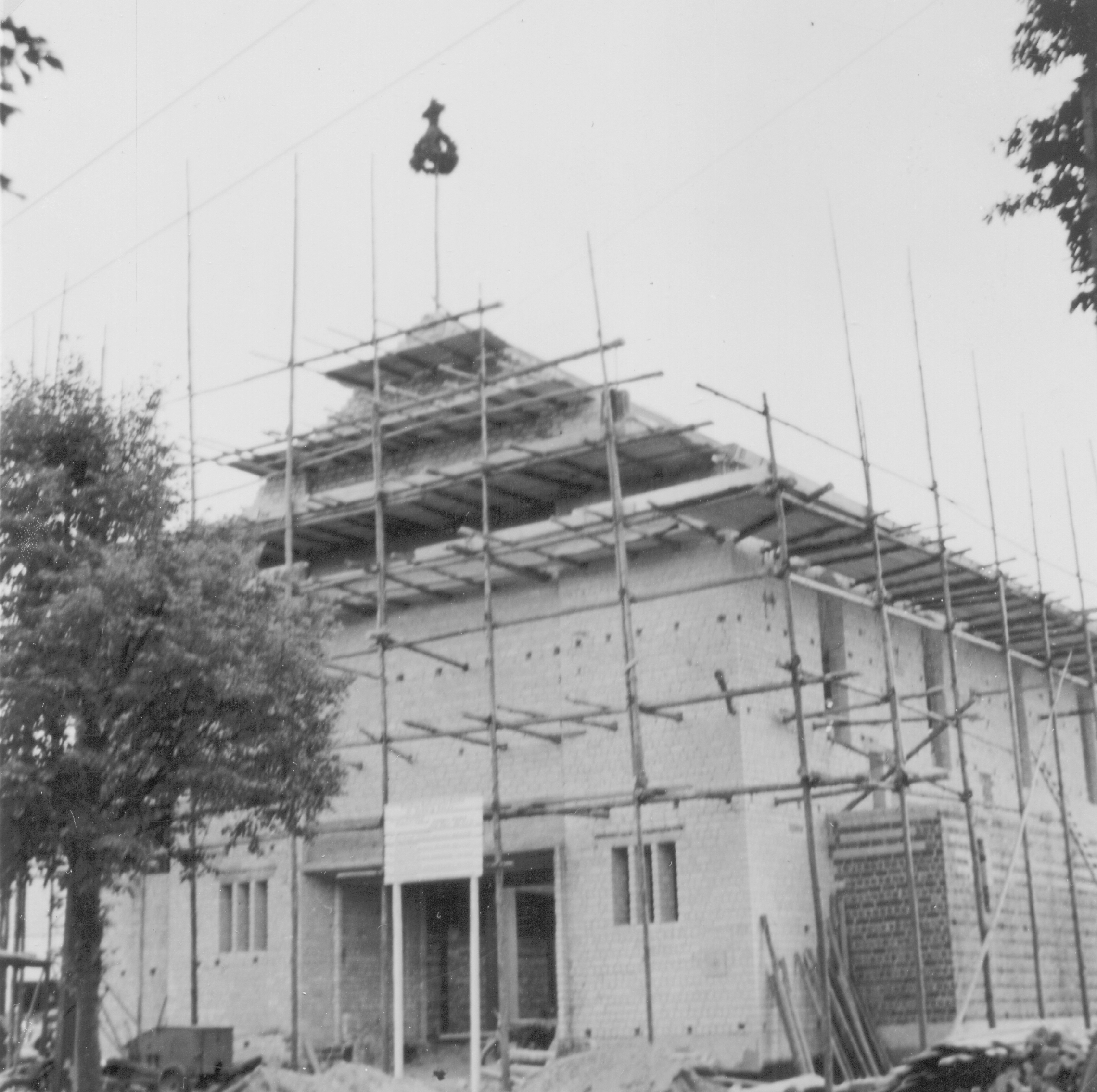
La majoria dels forats de bastida encara són visibles en aquesta bastida.
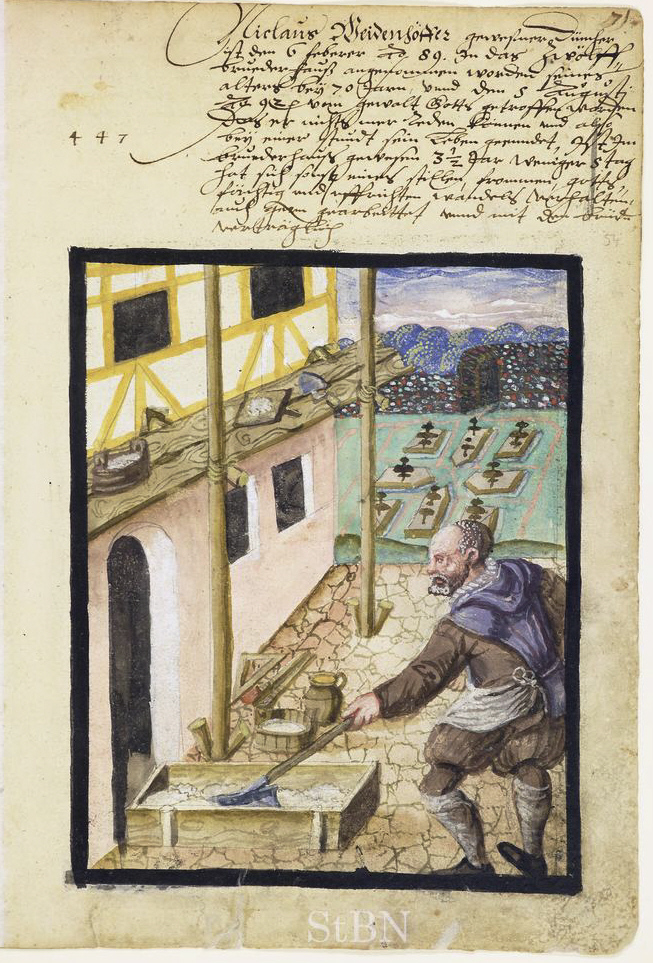
Un guixer alemany treballant amb forats de bastida a les parets d'entramat (fachwerk).
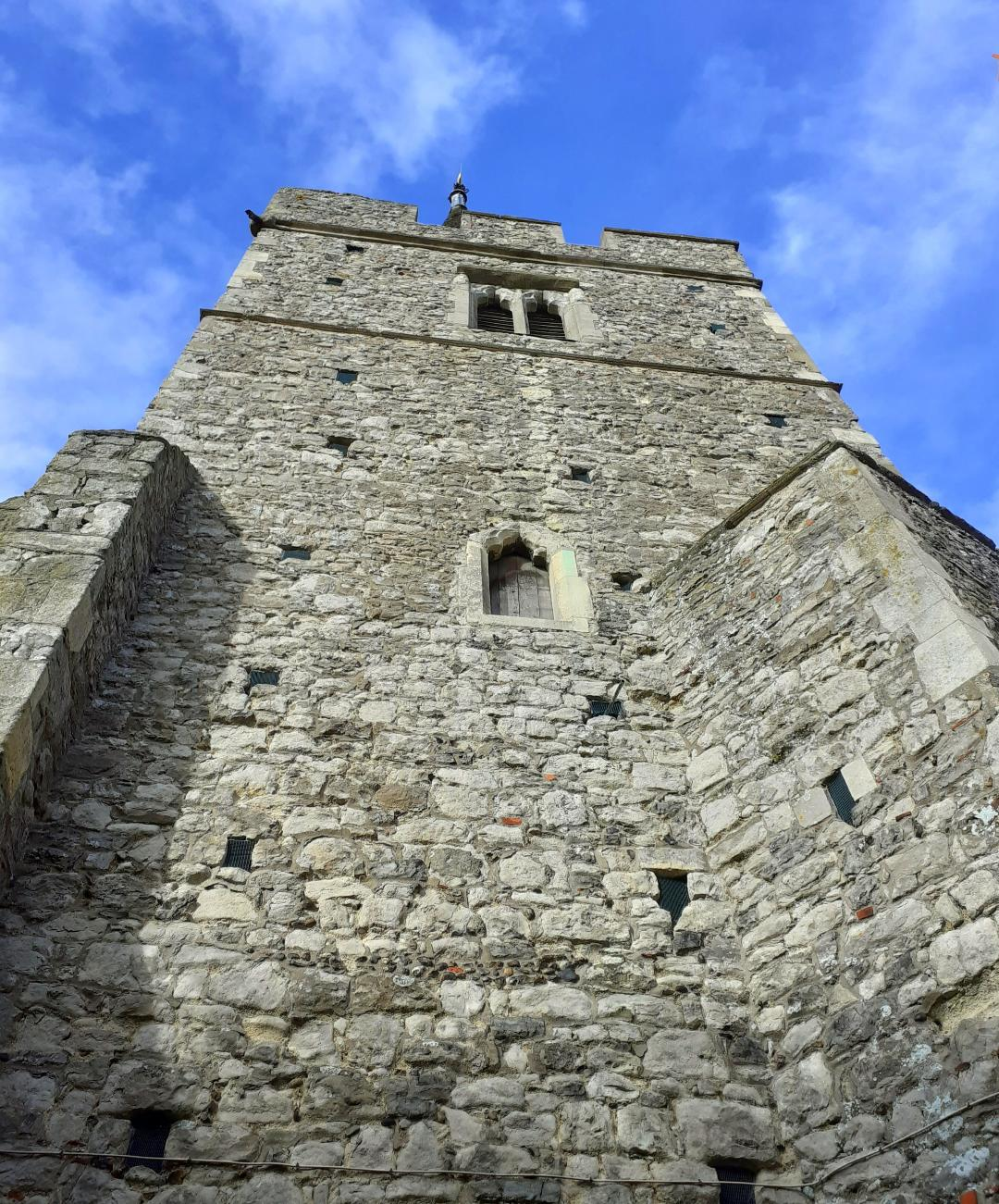
Torre de l'oest del segle xiv a l'església de St Mary Magdalene, Great Burstead, que mostra els forats de bastida originals